# Abbess Roding
Abbess Roding – wieś w Anglii, w hrabstwie Essex, w dystrykcie Epping Forest, w civil parish Abbess Beauchamp and Berners Roding. Leży 15 km na zachód od miasta Chelmsford i 42 km na północny wschód od Londynu. W 1931 roku civil parish liczyła 169 mieszkańców. Abbess Roding jest wspomniana w Domesday Book (1086) jako Roinges.